# Almodóvar del Campo (kommunhuvudort)
Almodóvar del Campo är en kommunhuvudort i Spanien.   Den ligger i provinsen Provincia de Ciudad Real och regionen Kastilien-La Mancha, i den centrala delen av landet, 190 km söder om huvudstaden Madrid. Almodóvar del Campo ligger 675 meter över havet och antalet invånare är 6 893.
Terrängen runt Almodóvar del Campo är kuperad åt sydost, men åt nordväst är den platt. Terrängen runt Almodóvar del Campo sluttar norrut. Runt Almodóvar del Campo är det ganska tätbefolkat, med 199 invånare per kvadratkilometer. Närmaste större samhälle är Puertollano, 6,7 km öster om Almodóvar del Campo. Omgivningarna runt Almodóvar del Campo är i huvudsak ett öppet busklandskap.